# Jeffers (Minnesota)
Pour les articles homonymes, voir Jeffers.
Jeffers est une ville américaine située dans le Comté de Cottonwood, dans le Minnesota. Selon le recensement de 2010, sa population est de 369 habitants.